# Pfarrkirche Eichgraben

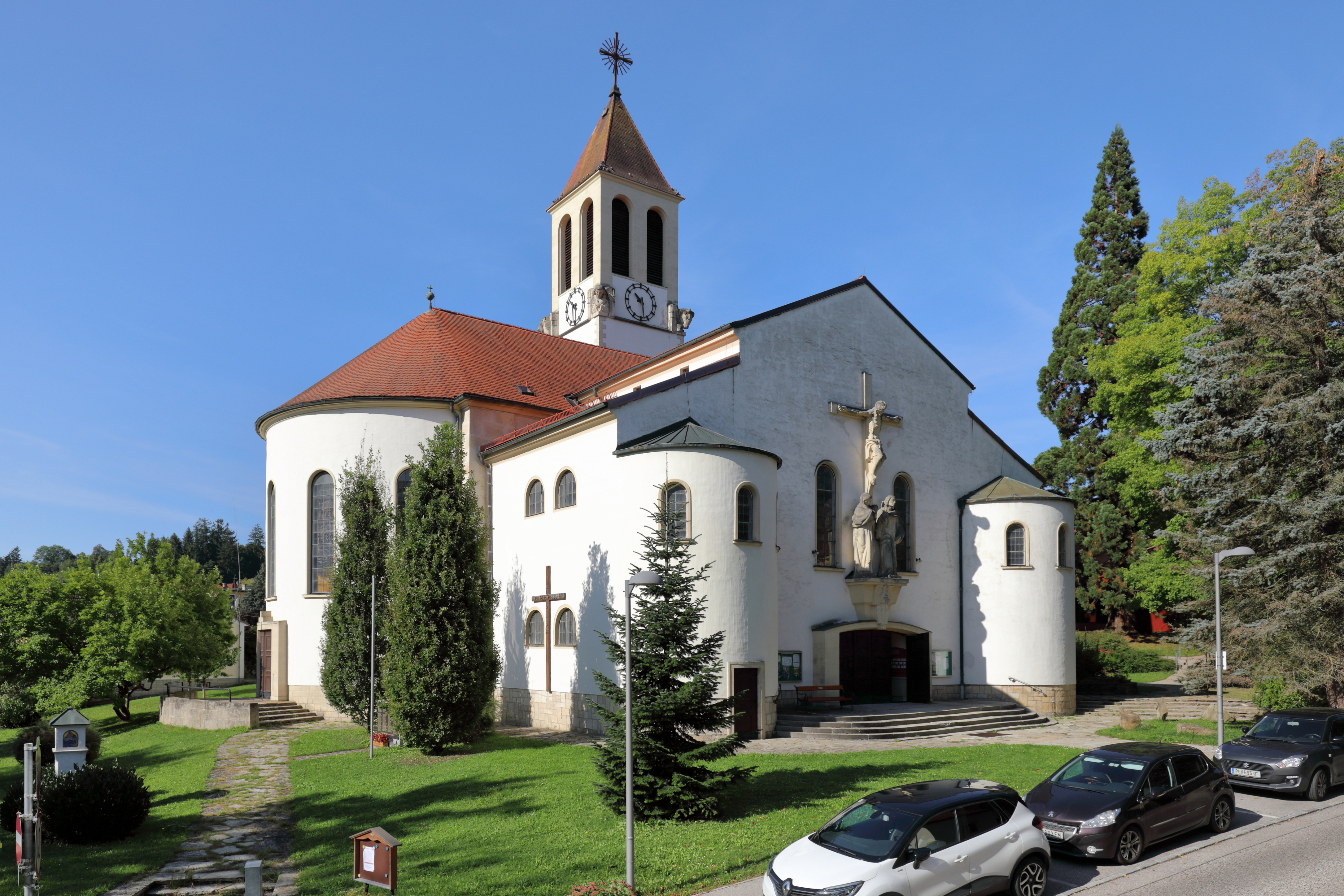
Pfarrkirche Eichgraben

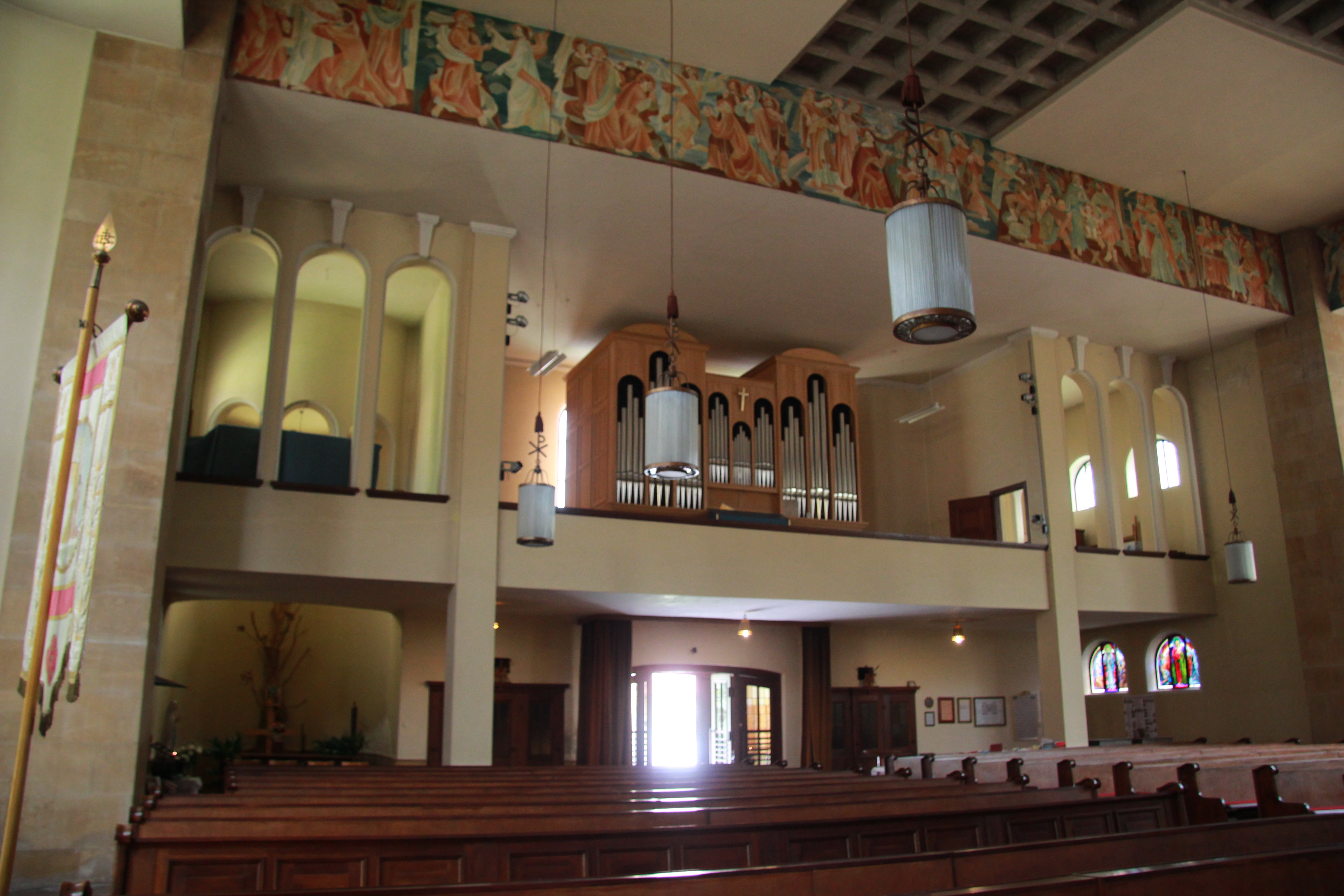
Innenansicht

Die Pfarrkirche Eichgraben steht in der Gemeinde Eichgraben im Wienerwald in Niederösterreich. Die römisch-katholische Pfarrkirche  Herz Jesu, auch Friedenskirche und Wienerwalddom genannt, gehört zum Dekanat Neulengbach in der Diözese St. Pölten. Die Kirche steht unter Denkmalschutz.

## Geschichte
Die Pfarrkirche Eichgraben wurde in den Jahren 1948 bis 1951 von Architekt Josef Friedl erbaut und am 21. Oktober 1951 geweiht.
Es handelt sich um einen gewaltigen Hallenbau, der wegen seiner Schönheit und Größe auch Wienerwalddom genannt wird. Er fasst über 1000 Personen. Den Turm zieren die Symbole der vier Evangelisten aus Margarethner Sandstein. Die Glasmalereien der zehn großen Fenster zeigen den freudenreichen und den glorreichen Rosenkranz. Besonders kunstvoll gestaltet ist die holzgeschnitzte und vergoldete Kanzel. Die drei Altäre wurden aus Salzburger Marmor geschaffen.